# Area Control Centre
Als Area Control Centre (abgekürzt ACC oder Center), in Deutschland auch Bezirkskontrollstelle (in den USA Air Route Traffic Control Center, ARTCC), werden Flugsicherungszentralen bezeichnet, die den en-route Flugverkehr im zugewiesenen Luftraum (Fluginformationsgebiet, FIR) kontrollieren. Centerlotsen übernehmen Flugzeuge nach dem Start von den Towerlotsen am Flugplatz und übergeben sie nach Durchfliegen des eigenen Sektors an ein benachbartes Center beziehungsweise an einen Tower unmittelbar vor der Landung. Center unterscheiden sich in solche für den unteren Luftraum (bis etwa 8 km, Flugfläche 245) und solche für den oberen Luftraum, genannt UAC (Upper Area Control Centre). Sie werden in der Regel als staatliche Einrichtungen betrieben, die in Deutschland hierfür zuständige Deutsche Flugsicherung ist jedoch ein beliehenes Unternehmen. Die Aufgaben und Zuständigkeitsbereiche der Area Control Centre werden von der ICAO festgelegt.

## Aufgabe
Die Fluglotsen im Center lenken den Flugverkehr mit Hilfe von Anweisungen (Freigaben), die mittels Flugfunk oder direkter Datenübermittlung (Data Link) an die Piloten übermittelt werden. Zur visuellen Darstellung des Luftverkehrs auf Sichtgeräten stehen den Lotsen Radar bzw. satellitengestützte Erfassungssysteme zur Verfügung. Zahlreiche weitere technische Systeme, wie etwa boden- und bordgestützte Kollisionswarnsysteme, unterstützen die Arbeit.
Traditionell sind die Center für die Streckenflüge (enroute traffic) zuständig. Das ist jener Teil eines Flugprofils, in dem ein Flugzeug die Steigphase nach dem Start beendet hat und in den Streckenflug übergeht. Umgekehrt endet der Streckenflug dann, wenn das Flugprofil in die Phase des Sinkflugs für Anflug und Landung übergeht. Wieder muss man sagen, dass sich diese Definition aufgrund der Leistungsdaten moderner Hochleistungsflugzeuge kaum noch aufrechterhalten lässt. Die Steigflugphasen auf den sogenannten Abflugstrecken enden meist erst in Flughöhen oberhalb von 8 km. Umgekehrt wollen Piloten aus ökonomischen Gründen den Sinkflug erst so spät wie möglich beginnen und möglichst kontinuierlich bis kurz vor der Landung beibehalten. Die Prozesse der Umgestaltung und Harmonisierung europäischer Lufträume tragen diesen sich verändernden Bedingungen Rechnung und werden wohl in naher Zukunft zu einer weitreichenden Neuordnung der Lufträume und damit der Zuständigkeitsbereiche führen.

## Organisation
Je nach Größe des Staatsgebietes teilen sich ein oder mehrere Area Control Centre die zu bearbeitenden Lufträume. Vereinzelt gibt es auch transnationale Einrichtungen, zum Beispiel der von EUROCONTROL betriebene in Maastricht.

### Deutschland
Für Deutschland sind drei ACC (München, Bremen und Langen) und zwei übergeordnete Bezirkskontrollstellen (Upper Area Control Center, UACC Karlsruhe und Maastricht) zuständig. Die drei ACC und das UACC Karlsruhe werden von der Deutschen Flugsicherung (DFS) betrieben. Das Center in Langen ist seit 1999 die größte Kontrollzentrale in Europa. Das UACC Maastricht ist in der europäischen Flugsicherungswelt ein Sonderfall und wird nicht von der DFS, sondern von der europäischen Flugsicherungsagentur Eurocontrol betrieben. Die Kontrollstelle im niederländischen Maastricht kontrolliert die oberen Lufträume der Beneluxstaaten und über Norddeutschland.

### Grenzüberschreitende Zusammenarbeit

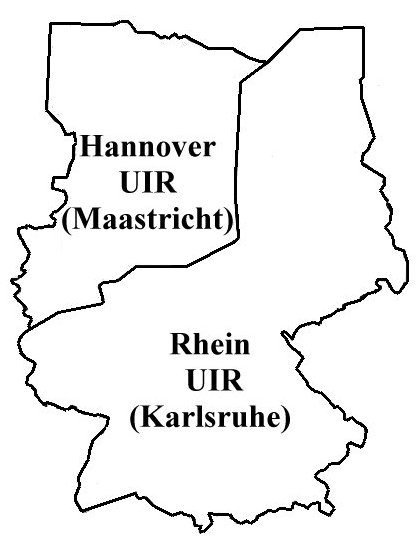
Zuständigkeitsbereiche im Oberen Luftraum von Deutschland (Upper Information Regions, UIRs)

Die „Übergabe“ der Flugzeuge an das jeweils nächste ACC ist auch über Staatsgrenzen hinweg (Zum Beispiel liegen im Westen von Deutschland die ACCs Amsterdam, Brüssel und Reims, im Süden Zürich und Padua, im Osten Prag und Wien.) durch internationale Verfahren (Letters of Agreement) geregelt. Diese beschreiben, wo die Kontrolle von Flügen übergeben wird und auf welchen Flugfunkfrequenzen die Piloten dort zu wechseln haben. Wenn es die Art des Luftverkehrs oder die Lage der Lufträume erfordert, werden Zuständigkeiten der Flugverkehrskontrolle komplett an benachbarte Center delegiert. So kontrolliert zum Beispiel die schweizerische Flugsicherungsorganisation Skyguide Teile des süddeutschen und des ostfranzösischen Luftraums, das deutsche Center in München ist für bestimmte Überflüge des Luftraums im Westen von Österreich verantwortlich.

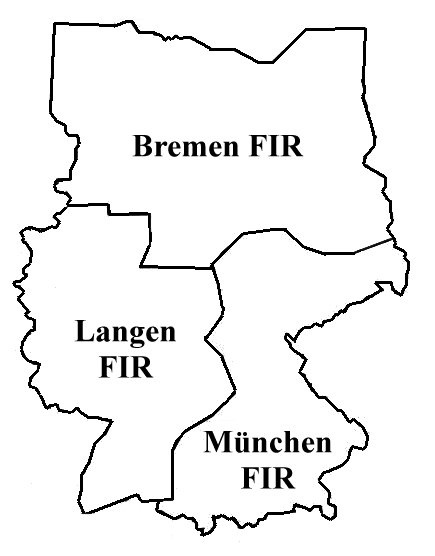
Zuständigkeitsbereiche im Unteren Luftraum von Deutschland (Flight Information Regions; FIRs)

### Österreich
Die österreichische Flugsicherung Austro Control hat ein ACC in Wien (unweit vom Flughafen Wien).

### Schweiz
Die Schweizer Flugsicherung Skyguide hat je ein ACC bei Zürich (Militärflugplatz Dübendorf) und  bei Genf (am Flughafen Genf).

### Frankreich
In Frankreich wird die Flugsicherung, durchgeführt durch die Direction des Services de la Navigation Árienne (DSNA). Sie ist eine Unterorganisation der Direction générale de l’Aviation civile (DGAC). Die DSNA betreibt im europäischen Teil des Landes folgende ACCs, die auf Französisch "Centres en Route de la Navigation Aérienne", CRNA genannt werden:
- CRNA Nord in Athis-Mons in der Nähe des Flughafens Orly, die die FIR Paris kontrolliert
- CRNA Est, in Reims, die die FIR Reims kontrolliert
- CRNA Ouest, in Loperhet bei Brest, die die FIR Brest kontrolliert
- CRNA Sud-Est, in Aix-en-Provence, die die FIR Marseille kontrolliert
- CRNA Sud-Ouest, in Mérignac beim Flughafen Bordeaux, die die FIR Bordeaux kontrolliert

Weitere Kontrollzentralen gibt es in den französischen Überseegebieten.

Französische Flight Information Regions

### USA
In den USA gibt es 22 Center, die von der Federal Aviation Administration (FAA) betrieben werden. Diese werden dort als Air Route Traffic Control Center (ARTCC) bezeichnet.

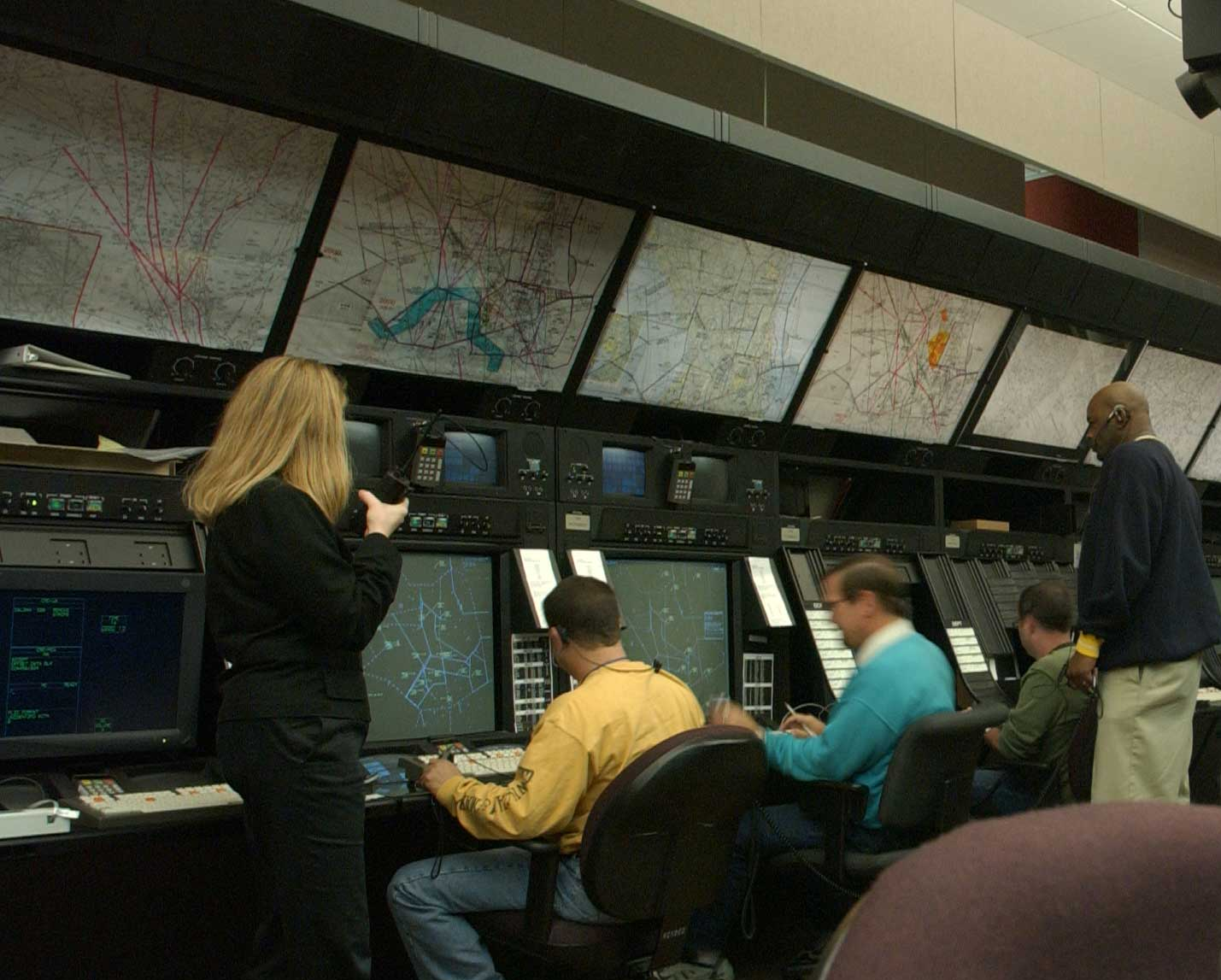
Fluglotsen im Air Route Traffic Control Center Washington

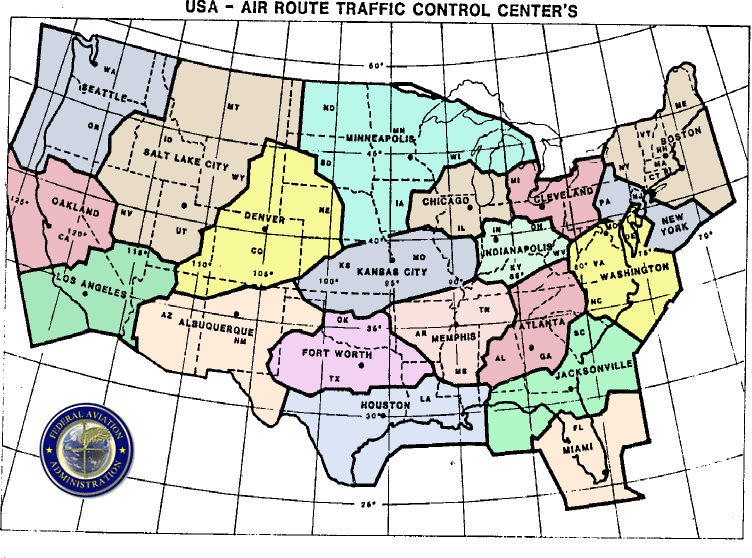
Karte der Zuständigkeitsbereiche der amerikanischen Air Route Traffic Control Centers

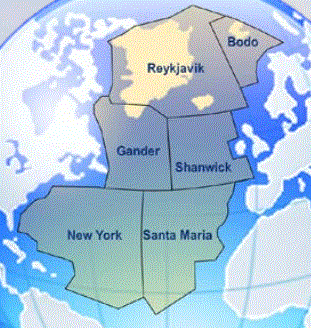
Zuständigkeitsbereiche über dem Nordatlantik

### Kanada
Kanada hat sieben Center, die von NAV CANADA betrieben werden. Die sieben Center sind in Edmonton, Gander, Moncton, Montreal, Toronto, Vancouver und Winnipeg.

## Arbeitsteilung der ACC
Intern sind die ACC in mehrere Kontrollsektoren gegliedert. Das Center München ist zum Beispiel in 29 Sektoren aufgeteilt, von denen 16 ganz oder teilweise Aufgaben der An-/Abflugkontrolle übernehmen.
In den Sektoren nehmen zumeist zwei Fluglotsen ihre Aufgaben wahr:
- Einer von beiden, der Planungs- oder Koordinatorlotse, plant anhand der vorliegenden Flugdaten den Flugverkehr und koordiniert die vorgesehenen Flugprofile mit den Nachbarsektoren.
- Der andere, der Radar- oder Ausführende Lotse (Executive Controller) übernimmt die taktische Lenkung des Flugverkehrs, ist für die Staffelung zwischen den Luftfahrzeugen verantwortlich und steht mittels Flugfunk in direktem Kontakt mit den Piloten.

## Weitere Aufgaben
Während des Fluges wird der Fluginformationsdienst FIS (Flight Information Service) im kontrollierten wie unkontrollierten Luftraum für Flüge nach Sichtflug- (VFR) wie für Flüge nach Instrumentenflug-Regeln (IFR) angeboten.
Am Boden, vor dem Flug, wird der Flugberatungsdienst AIS (Aeronautical Information Service) angeboten.
Vom Umfang und vom Wesen der angebotenen Informationen sind beide Dienste gleich, der „AIS“ steht vor dem Flug am Boden, der „FIS“ steht während des Fluges zur Verfügung.